# Dai Lili
Dai Lili (chinesisch 戴丽丽, Pinyin Dài Lìlì; * 1964 in Yuanshan) ist eine ehemalige chinesische Tischtennisspielerin.

## Karriere
Dai nahm 1983 an ihrer ersten Weltmeisterschaft teil, wo sie Gold im Doppel gewann.
1984 wurde sie im Doppel, Mixed und mit der Mannschaft Asienmeisterin. In ihrer Karriere gewann die Chinesin vier Goldmedaillen bei der Weltmeisterschaft sowie fünf Medaillen bei der Asienmeisterschaft. Sie ist Rechtshänderin und verwendet den asiatischen Penholder-Stil.

## Turnierergebnisse
| Verband | Veranstaltung      | Jahr | Ort       | Land | Einzel        | Doppel | Mixed     | Team |
| ------- | ------------------ | ---- | --------- | ---- | ------------- | ------ | --------- | ---- |
| CHN     | Asienmeisterschaft | 1986 | Shenzhen  | CHN  |               | Gold   |           | 1    |
| CHN     | Asienmeisterschaft | 1984 | Islamabad | PAK  |               | Gold   | Gold      | 1    |
| CHN     | Pro Tour           | 1996 | London    | ENG  | Gold          |        |           |      |
| CHN     | Weltmeisterschaft  | 1987 | Neu-Delhi | IND  | Halbfinale    | Silber | letzte 16 | 1    |
| CHN     | Weltmeisterschaft  | 1985 | Göteborg  | SWE  | Halbfinale    | Gold   | letzte 32 | 1    |
| CHN     | Weltmeisterschaft  | 1983 | Tokio     | JPN  | Viertelfinale | Gold   | letzte 16 |      |